# Chris Brasher
Christopher William Brasher, detto Chris (Georgetown, 21 agosto 1928 – Chaddleworth, 28 febbraio 2003), è stato un siepista, orientista e giornalista britannico.
È stato campione olimpico nei 3000 metri siepi ai Giochi di Melbourne 1956 e cofondatore della Maratona di Londra.

## Biografia
Christopher William Brasher è nato a Georgetown, capitale della Guyana, nel 1928. Studente alla Duke of York's Royal Military School, si è successivamente laureato al St John's College.
Nel 1954, agì come lepre per Roger Bannister, nella gara in cui quest'ultimo corse per la prima volta in assoluto la gara del miglio sotto il tempo di quattro minuti al Iffley Road Stadium di Oxford. Brasher tenne il passo a Bannister per i primi due giri, mentre Christopher Chataway nel terzo giro.
Due anni dopo, alle Olimpiadi estive del 1956 a Melbourne, Brasher concluse primo nei 3000 metri siepi con un tempo di 8'41"2, ma venne squalificato per aver ostacolato un altro corridore, il norvegese Ernst Larsen. Il giorno seguente, dopo l'inchiesta, fu reintegrato e gli venne riconsegnata la medaglia d'oro.
È stato uno dei pionieri dell'orientamento in Gran Bretagna ed è intervenuto nel primo accenno pubblico di questo sport in un articolo del The Observer nel 1957.
Si è distinto nella carriera del giornalismo sportivo come editore per il giornale The Observer e nella radiotelevisione, come reporter nel programma Tonight.
Nel 1978 ha progettato l'innovativa scarpa Brasher - una scarpa da escursionismo con il comfort di una scarpa da corsa.
Brasher ricevette il titolo di CBE nel 1996. Morì nella sua casa a Chaddleworth a causa di una malattia durata diversi mesi.

## Palmarès
| Anno | Manifestazione  | Sede      | Evento     | Risultato | Prestazione | Note            |
| ---- | --------------- | --------- | ---------- | --------- | ----------- | --------------- |
| 1952 | Giochi olimpici | Helsinki  | 3000 siepi | 11º       | 9'14"0      |                 |
| 1956 | Giochi olimpici | Melbourne | 3000 siepi | Oro       | 8'41"2      | Record olimpico |